# Das Kind meines Nächsten
Das Kind meines Nächsten ist ein patriotisch und karitativ angelegtes, österreich-ungarisches Stummfilmdrama aus dem Jahre 1918 unter der Regie von Einar Zangenberg.

## Handlung
Die Handlung diente lediglich als Rahmen für die Propagierung des karitativen Gedankens der Förderung kriegsversehrter Kinder.
Der Schmied Alois Brandstädter liebt Martha, die Tochter des Kaufmanns Breindl. Dessen Sohn Hermann wiederum hat sich in die junge Buchhalterin seines Vaters verguckt. Als der Erste Weltkrieg ausbricht müssen die Männer an die Front einrücken, während sich die Frauen ganz der Fürsorge der Jungen und Jüngsten daheim widmen. Szenen aus Jugendämtern, dem zentralen Kinderheim Wiens, Knabenhorten und Tageheimstätten sowie Bilder vom Säuglingsschutz, dem Verein Luzina und vom Rudolfinerhaus vermitteln Eindrücke von der wohltätigen Arbeit, die diese Frauen an der „Heimatfront“ leisten. Eines Tages kehren die Männer vom Kriegseinsatz wieder heim und schließen ihre Frauen in die Arme.

## Produktionsnotizen
Das Kind meines Nächsten entstand u. a. im Schloss Schönbrunn, im Schloss Reichenau und im Schloss Persenbeug, der Geburtsstätte von Österreichs letztem Kaiser. Seine Gattin, Kaiserin Zita, wirkte auch aus diesem Grund in diesem karitativ-propagandistischen Film gleichfalls mit.
Der dem Kaiserin-Zita-Kinderfürsorgefonds „Für das Kind“ gewidmete Film besaß vier Akte und war etwa 1700 Meter lang. Für Deutschland existieren Fassungen von jeweils 1453 und 1495 Metern Länge. Die Uraufführung fand am 12. April 1918 statt. Sein Ziel war es, die Werbetrommel für die Fürsorge kriegsgeschädigter Kinder zu  rühren.

## Kritik
Paimann’s Filmlisten resümierte: „Stoff, Photos und Szenerie recht gut. Spiel sehr gut.“